# Můj strýček z Ameriky
Můj strýček z Ameriky (v originále Mon oncle d'Amérique) je francouzský hraný film z roku 1980, který režíroval Alain Resnais. Snímek měl světovou premiéru na filmovém festivalu v Cannes dne 20. května 1980.

## Děj
Profesor neurologie Henri Laborit vstupuje do děje během tří vzájemně provázaných příběhů, aby vysvětlil, co dnes víme o lidském chování.
Ambiciózní Jean Le Gall z vyšší střední třídy vede politickou a literární kariéru. Kvůli herečce Janine Garnier opouští manželku a děti. Janine opustila svou rodinu chudého komunistického aktivisty, aby mohla žít nový život s Jeanem. Jeanova manželka tvrdí, že je smrtelně nemocná a Jean proto opustí Janine. Ta se později stane poradkyní textilní firmy, kde se seznámí s Reném Ragueneauem, synem rolníka, katolíkem, který se stal ředitelem továrny.
Film se trvale odvíjí ve třech rovinách: vyprávěný příběh, mentální představy protagonistů s jejich vlastními vzpomínkami a  experimenty na myších, které se nezdají mít žádnou zřejmou souvislost, ale které se stanou vysvětlením pro chování postav na konci filmu.

## Obsazení
| Roger Pierre            | Jean Le Gall                    |
| Nicole Garcia           | Janine Garnier                  |
| Gérard Depardieu        | René Ragueneau                  |
| Pierre Arditi           | Zambeaux                        |
| Gérard Darrieu          | Léon Veestrate                  |
| Philippe Laudenbach     | Michel Aubert                   |
| Marie Duboisová         | Thérèse Ragueneau               |
| Nelly Borgeaud          | Arlette Le Gall                 |
| Bernard Malaterre       | Jeanův otec                     |
| Laurence Roy            | Jeanova matka                   |
| Alexandre Rignault      | Jeanův dědeček                  |
| Véronique Silver        | matka Janine                    |
| Jean Lescot             | otec Janine                     |
| Geneviève Mnich         | Reného matka                    |
| Maurice Gauthier        | Reného otec                     |
| Guillaume Boisseau      | Jean jako dítě                  |
| Ina Bedart              | Janine jako dítě                |
| Ludovic Salis           | René jako dítě                  |
| François Calvez         | René dospívající                |
| Stephanie Loustau       | Janine dospívající              |
| Monique Mauclair        | učitelka                        |
| Damien Boisseau         | Jean dospívající                |
| Gaston Vacchia          | Henri, Reného strýc             |
| Bertrand Lepage         | Maurice, Reného bratr           |
| Jean-Philippe Puymartin | Jean jako mladý muž             |
| Catherine Frot          | Arlette                         |
| Valérie Dréville        | Thérèse                         |
| Brigitte Roüan          | kamarádka Janine                |
| Max Vialle              | Jean-Marie Laugier, režisér     |
| Yves Peneau             | herec                           |
| Jean-Bernard Guillard   | herec                           |
| Laurence Février        | herečka                         |
| Charlotte Bonnet        | sekretářka pana Louise          |
| Jean Dasté              | pan Louis                       |
| Anne-Christine Joinneau | Jeanova dcera                   |
| Sébastien Drai          | Jeanův syn                      |
| Marjorie Godin          | sekretářka v továrně            |
| Liliane Gaudet          | paní Arnal                      |
| Isabelle Ganz           | Josyane                         |
| Maria Laborit           | třetí Jeanova sekretářka        |
| Albert Médina           | Bozon-Vandrieux                 |
| Laurence Badie          | paní Veestrate                  |
| Carène Ferrey           | Reného dcera                    |
| Sabine Thomas           | Reného dcera                    |
| Catherine Serre         | sekretářka generálního ředitele |
| Jacques Rispal          | muž pronásledovaný Reném        |
| Héléna Manson           | pronajímatelka pokoje           |
| Serge Feuillard         | lékař                           |
| Gilette Barbier         | paní Landais                    |
| Dominique Rozan         | senátor                         |
| Michel Muller           | hajný                           |

### Ocenění
- Cena Méliès
- Filmový festival v Cannes: Prix FIPRESCI, velká cena zvláštní poroty
- Oscar: nominace v kategorii nejlepší originální scénář (Jean Gruault)